# Polizeiruf 110: Mit dem Anruf kommt der Tod
Mit dem Anruf kommt der Tod ist ein deutscher Kriminalfilm von Thomas Jacob aus dem Jahr 1991. Der Fernsehfilm, der auf einem authentischen Kriminalfall beruht, erschien als 151. Folge der Filmreihe Polizeiruf 110.

## Handlung
Die Eltern des siebenjährigen Tobias Sello wollen sich scheiden lassen. Die Mutter will es vor dem Sohn so lange wie möglich verheimlichen, doch weiß das sensible Kind schon seit geraumer Zeit von den Trennungsplänen und leidet darunter. Mehrfach hat er sich bei seinem Vater ausgeweint. Eines Tages reagiert er in der Schule unwirsch, wirft seine Pausenbrote auf den Schulhof und stößt eine Schulfreundin grob von sich. Knapp entgeht er einem Tadel. Am Nachmittag finden seine Eltern ihn tot in der Wohnung auf. Der Telefonhörer ist nicht aufgelegt. Unweit des Kindes steht eine mit Wasser gefüllte Schüssel, in ihr hängt das abmontierte Kabel eines Rasierapparats. Offensichtlich hat sich Tobias mithilfe eines Stromschlags das Leben genommen. Kriminalhauptkommissar Günter Beck und Kriminaloberkommissar Thomas Grawe nehmen Nachforschungen auf. Obwohl sie einen Selbstmord in diesem Alter für unwahrscheinlich halten, haben sie keine andere Erklärung. Die Eltern berichten ihnen nach längerem Schweigen von ihren Trennungsabsichten. Vater Sello merkt an, dass seine Frau den Jungen viel zu streng erzogen habe. Mit Tobias hat am Tattag jedoch niemand telefoniert. Einen Selbstmord traut dem ängstlichen Jungen niemand zu.
Einer Grundschulklassenlehrerin fällt eines Tages auf, dass die Schülerin Anja verschreckt und apathisch wirkt. Bei einem Gespräch stellt sich heraus, dass Anja einen Anruf erhalten habe, in dem der Anrufer sie aufforderte, sich auszuziehen. Andernfalls werden ihre Eltern Schwierigkeiten bekommen, prophezeite der Mann. Anja legte schnell auf, offenbarte sich aus Scham jedoch nicht ihren Eltern. Es wird deutlich, dass ein anonymer Anrufer wieder in Aktion getreten ist, der eine Zeit lang Frauen telefonisch belästigte. Nun scheint er sein Aktionsfeld auf Kinder verlegt zu haben. Das Mädchen Susanne Neuhaus bringt er durch Androhung einer hohen Geldstrafe für die Eltern dazu, ihren kleinen Bruder Enrico aus dem Fenster zu stoßen. Da Susanne und auch Enrico lange zögerten, den Befehl des Anrufers in die Tat umzusetzen, konnte Enrico von wachsamen Anwohnern in einem improvisierten Sprungtuch aufgefangen werden. Er wird ins Krankenhaus eingeliefert.
Der Anrufer Holger Lebrecht hat die Reaktion auf sein Telefonat aus der Telefonzelle mitverfolgt und berauscht sich an der Macht, die er über Kinder hat. Holger Lebrecht lebt noch bei seiner Mutter, die ihn dominiert. Er hat gerade eine neue Arbeitsstelle auf dem Bau aufgenommen, wo ihn das primitiv-derbe Auftreten der Kollegen demütigt. So wird er beim Duschen unter Gelächter gezwungen, sich auszuziehen. Frauen lehnen ihn in der Disko ab, wenn er sich traut, sie anzusprechen. Kauft er sich neue Sachen, die ihn eleganter wirken lassen, kritisiert ihn seine Mutter. Emotionale Zuflucht findet er nur bei seiner Katze.
Die Ermittler wissen nach Susannes Beschreibung, dass der Mann jung ist. Sie können nun auch Tobias’ Eltern mitteilen, dass ihr Sohn einem Verbrechen zum Opfer gefallen ist. Bei den früheren Anrufen bei Frauen hatte Holger die Frauen am Ende zu einer Straße in Berlin-Marzahn bestellt, wo sie angeblich einen Gewinn abholen konnten. Die Ermittler vermuten, dass der Täter eine Straße auswählte, die er von seiner Wohnung aus einsehen konnte, um sich so an der „Niederlage“ seiner Opfer zu erfreuen. Die Ermittler beginnen mit der Observierung der Gegend um die damals angegebene Straße. Zivilfahnder fotografieren Telefonzellen, in denen junge Personen telefonieren.
Eines Tages ruft Holger bei Sebastian Rietschel an. Wie bei Tobias fordert Holger ihn auf, für  Urania  ein Experiment durchzuführen und am Ende das offene Kabel des Rasierapparats in eine Wasserschüssel zu tauchen. Als kein Laut mehr durchs Telefon kommt, ist Holger zufrieden. Sebastian hat den Anrufer jedoch durchschaut und meldet sich bei der Polizei. Holger erkundigt sich kurz darauf bei spielenden Kindern nach Sebastian und ist wütend, als er hört, dass Sebastian lebt. Er ruft noch einmal bei ihm an, um sich zu vergewissern, gibt jedoch an, sich verwählt zu haben. Sebastian hat die Stimme wiedererkannt. Der Anruf wurde zudem auf Kassette aufgenommen, sodass eine Stimmanalyse vorgenommen werden kann. Anhand dieser Analyse werden die Bewohner der Tatgegend überprüft. Nach einer engen Auswahl – ein männlicher Erwachsener unter 30 Jahren, alleinstehend oder bei den Eltern wohnend, möglicherweise vorbestraft – bleiben sieben Männer übrig. Grawe ruft sie an und erkennt Holger an seiner Stimme wieder. Er wurde von den Zivilfahndern auch mehrfach fotografiert. Handfeste Beweise haben die Ermittler jedoch nicht. Sie können durchsetzen, dass eine kleine Zahl öffentlicher Telefonzellen videoüberwacht und mit Wanzen versehen wird.
Am folgenden Tag wird Holger bei der Arbeit wegen Bummelei und schlechter Arbeitsleistung die Kündigung ausgesprochen. Er kehrt unter den Augen der Ermittler nach Hause zurück, begibt sich jedoch kurz darauf in eine nicht bewachte Telefonzelle. Ein Zivilfahnder folgt ihm, über Funk mit Grawe und Beck verbunden. Auch ein mobiler Aufnahmewagen schafft es rechtzeitig zur Telefonzelle und filmt, wie Holger nun einen Jungen anruft. Er beginnt, ihm das geplante „Experiment“ mit Strom und Wasser zu erklären. Über eine Fangschaltung kann der angerufene Junge ermittelt werden. Obwohl Bild und Wort zeigen, dass Holger der Gesuchte ist, zögert Beck mit dem Befehl zur Festnahme. Als Holger den Jungen so weit gebracht hat, das Kabel ins Wasser zu stecken, greift Grawe ein und gibt den Befehl zur Festnahme. Polizisten dringen in die Wohnung des Jungen ein und verhindern ein Unglück. Holger wird festgenommen. Grawe stellt schockiert fest, dass er mit Beck nicht mehr zusammenarbeiten wird. Der gibt zu, noch nie so hoch gepokert zu haben, bestreitet jedoch, das Leben des Jungen für einen eindeutigen Beweis gefährdet zu haben. Grawe geht und Beck bleibt allein zurück.

## Produktion
Mit dem Anruf kommt der Tod wurde vom 4. März bis zum 17. April 1991 in Berlin (überwiegend in den Stadtteilen Johannisthal, Marzahn, Neukölln und Weißensee) gedreht. Die Kostüme des Films schuf Sabine Anders, die Filmbauten stammen von Dietrich Singer. Der Film erlebte am 1. September 1991 im DFF seine Fernsehpremiere; die Zuschauerbeteiligung lag bei 14 Prozent.
Es war die 151. Folge der Filmreihe Polizeiruf 110. Kriminalhauptkommissar Günter Beck ermittelte in seinem 6. Fall und Kriminaloberkommissar Thomas Grawe in seinem 29. Fall. Mit dem Anruf kommt der Tod beruht auf dem authentischen Fall um den „Telefonmörder von Marzahn“. Der echte Täter hatte sich 1986/1987 vorwiegend in Berlin-Marzahn per Telefon als Mitarbeiter der Fernsehgesellschaft Urania ausgegeben und vorgegeben, wissenschaftliche Experimente durchzuführen. Dabei überredete er Kinder zu potentiell tödlichen Handlungen sowie Kinder und Frauen zu sexuellen Handlungen. Im Frühjahr 1988 wurde er unter anderem wegen fünf Mordversuchen zu 13 Jahren Freiheitsstrafe verurteilt, die er jedoch nach der Herstellung der Einheit Deutschlands nicht voll verbüßen musste.

## Kritik
TV Spielfilm nannte Mit dem Anruf kommt der Tod „schockierend und fesselnd dargestellt“.